# Marchienne-au-Pont

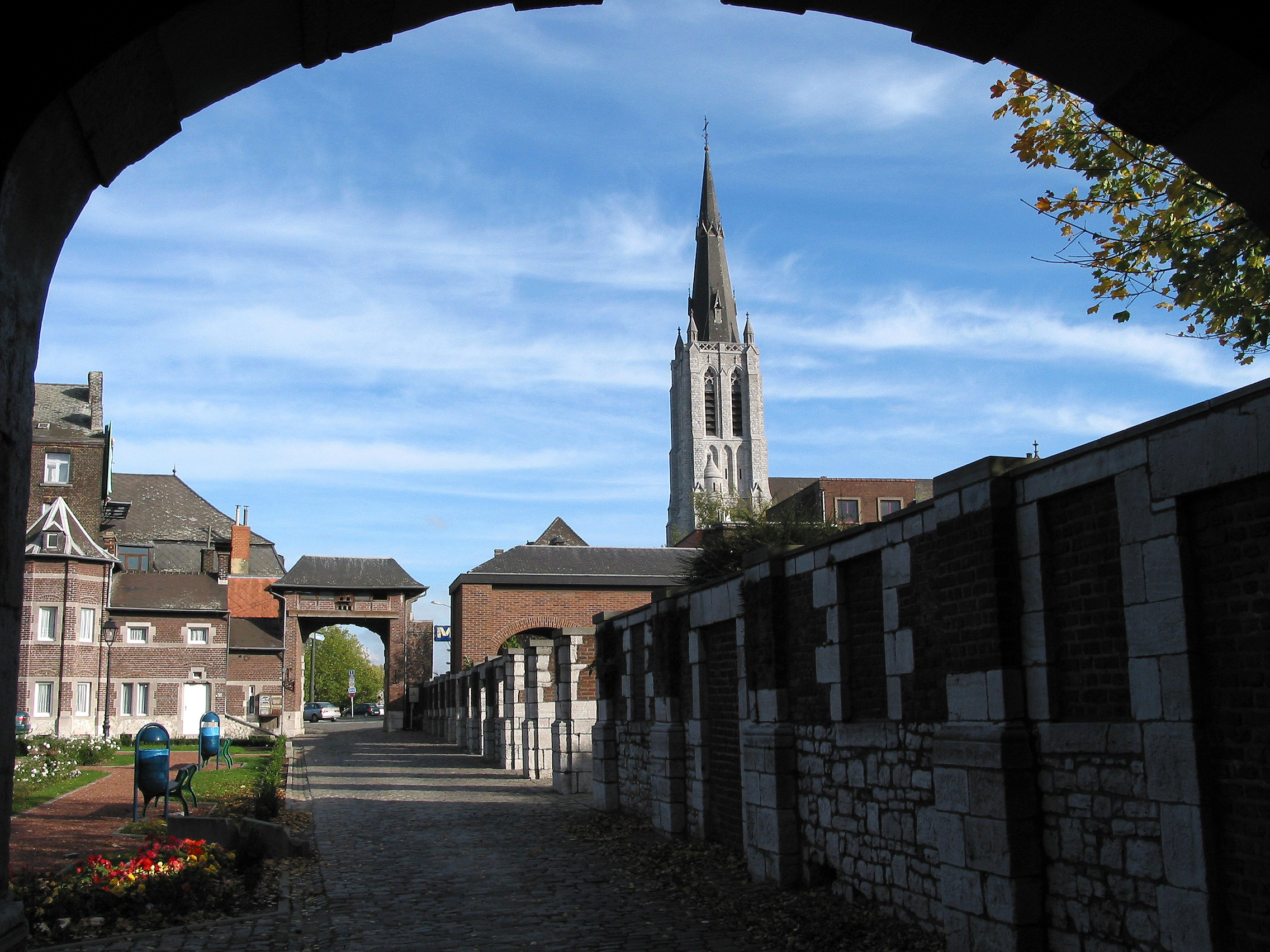
A Cartier-kastély belső udvara

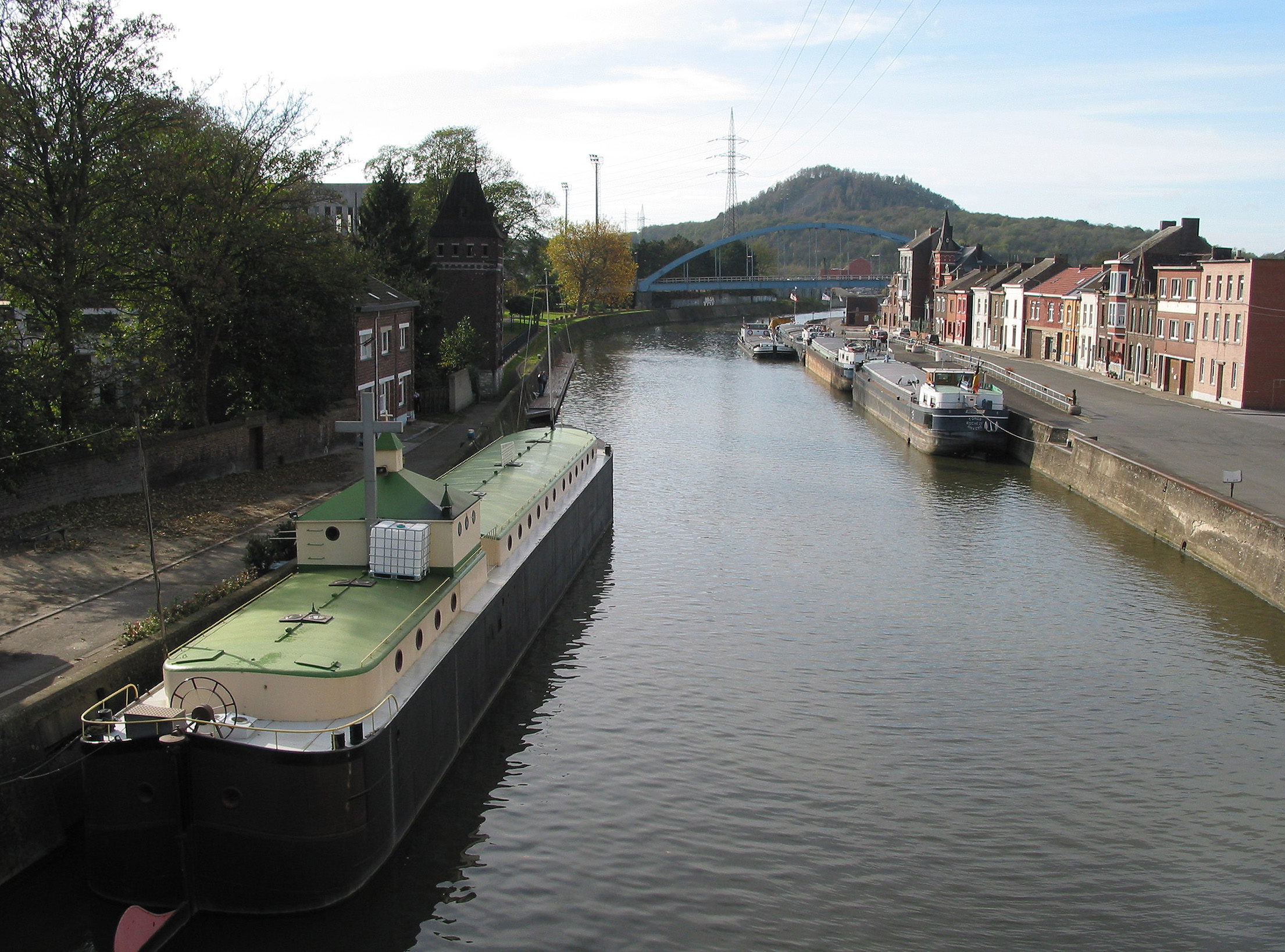
A Sambre folyó és a kép bal oldalán látható a hajóképolna

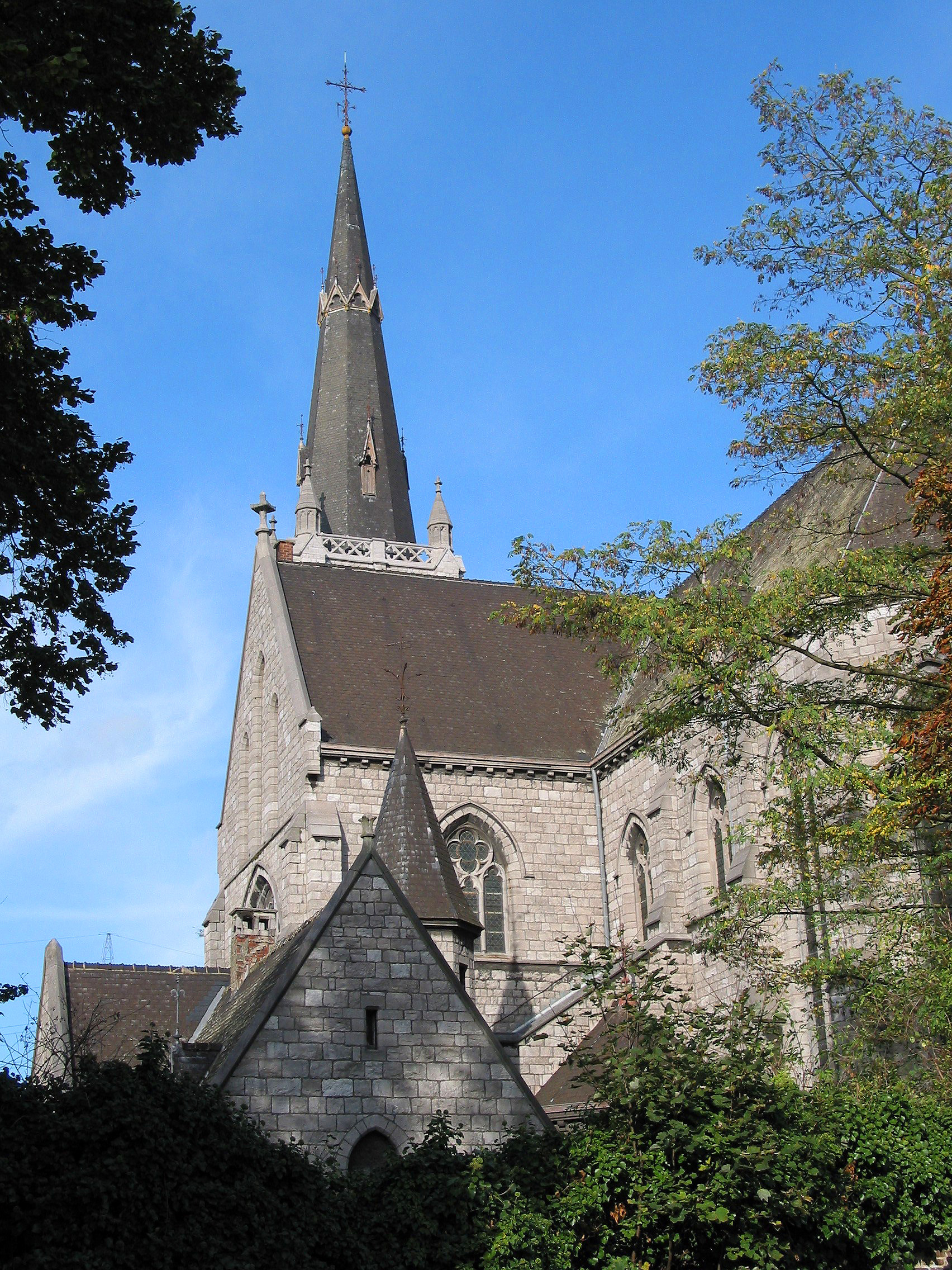
A "la Sainte-Vierge" (Szent Szűz)-templom

Marchienne-au-Pont település a belgiumi Hainaut tartományban található Charleroi város része. A települést, amelynek területe 6,64 km² és lakossága kb. 16000 fő, 1977-ben vonták össze a közeli nagyvárossal.
Két folyó, a Sambre és a Eau d'Heure folyó találkozik a település területében, amelyek révén a város régebben jelentős közlekedési csomópont volt. Emellett az Arcelor acélipari vállalatóriás egyik üzeme is itt található.

## Látnivalók
- Château de Cartier
- Hajóképolna